# مزولیت
مزولیت (به انگلیسی: Mesolite) با فرمول شیمیایی Na2Ca2[Al2Si3O10]3.8H2O از مجموعه کانی هاست و از واژه یونانی mesos یعنی مرکزی گرفته شده‌است. محلول در اسیدها Na2O:5.32% CaO:9.62% Al2O3:26.26% SiO2:46.42% H2O:۱۲٫۳۷٪ برای اولین بار در ایتالیا کشف شد و از نظر شکل بلور: سوزنی، رنگ: سفید - خاکستری - متمایل به زرد، شفافیت: شفاف - نیمه کدر، شکستگی: صدفی - نامنظم، جلا: شیشه‌ای - مات، رخ: کامل- مطابق با سطح /۱۰۱/، سیستم تبلور: مونوکلینیک و در رده‌بندی سیلیکات است همچنین خاصیت مغناطیسی ندارد و منشأ تشکیل آن بعد از آتشفشانی است.
همایند کانی‌شناسی (پارانژ) آن واکنش‌های شیمیایی و اشعه Xناترولیت - اسکولسیت- کلسیت- شابازیت- اپیستیلبیت و غیره است
، از نظر ژیزمان بلوری - آگرگات توده‌ای - اسفرولیتی کمیاب است و بیشتر در آلمان غربی، انگلستان و ایرلند شمالی یافت می‌شود.